# Gare de Gormley
La gare de Gormley est une gare de trains de banlieue et d'autobus située dans le nord-est de Richmond Hill en Ontario, exploitée par GO Transit. Cette gare dessert le quartier Oak Ridges de Richmond Hill et la communauté Gormley de Whitchurch-Stouffville. Elle fut le terminus de la ligne Richmond Hill depuis son ouverture en décembre 2016, jusqu'au 28 juin 2021, lorsque la ligne est prolongée vers le nord jusqu'à la gare de Bloomington,.
La gare est située sur le côté nord du chemin Stouffville, sur le côté est de la voie ferrée du Canadien National, et à l'ouest de l'autoroute 404. Elle dispose d'une plateforme unique avec des abris chauffés, un système de fonte de neige, un édicule, une boucle d'autobus, un parc relais, et 850 places de stationnement. L'édicule de la gare satisfait aux exigences de la certification LEED Argent.

## Situation ferroviaire
La gare de Gormley est située sur la subdivision Bala du Canadien National, entre les gares de Richmond Hill et de Bloomington.

## Histoire

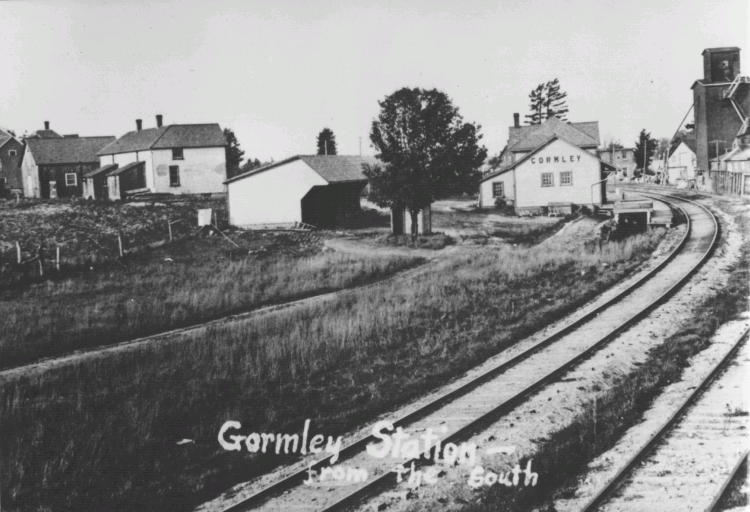
Ancienne gare de Gormley vue du sud au début du XXe siècle

### Ancienne gare de Gormley
En 1907, une gare à deux étages fut érigée par le James Bay Railway, au sud du chemin de traverse Stouffville. La compagnie ferroviaire a été renommée la Canadian Northern Railway, et a ensuite fusionné avec le Canadien National en 1923.
La gare fut démolie au début des années 1970. Station Road, qui menait à l'ancienne gare, est maintenant une rue étroite sans issue qui donne accès à quelques maisons et entreprises du chemin Gormley.

### Gare actuelle
La gare actuelle a été construite au nord du chemin Stouffville, à environ 600 mètres au nord de la gare historique. La cérémonie d'inauguration a eu lieu le 1er décembre 2016, et la gare est mise en service le lundi 5 décembre 2016.
Le coût de construction de la gare est estimé à environ 22 millions $, entièrement assumé par la province. Le début des travaux a été retardé en raison des préoccupations environnementales. Les travaux ont commence en 2014. Un garage avoisinant d'une capacité de six trains a été également construite dont le coût de la construction est estimé à environ 85 millions $. Le garage est mis en service en 2014.

## Service des voyageurs

### Accueil
La gare de Gormley est une gare sans personnel. Les passagers peuvent acheter un billet ou recharger leur carte Presto auprès d'un distributeur. Les valideurs de la carte Presto acceptent également les cartes de crédit ou les portefeuilles électroniques. La gare est équipée d'une salle d'attente, des toilettes, d'un abri de quai chauffé, d'un téléphone payant, d'un débarcadère, de Wi-Fi, et d'un stationnement incitatif. Le stationnement incitatif se dote d'une zone de covoiturage et des places réservées. La gare est accessible aux fauteuils roulants.

### Desserte
En avril 2024, quatre trains en provenance de Bloomington desservent la gare vers la gare Union de Toronto tous les matins de la semaine, et cinq trains en direction de Bloomington desservent la gare tous les soirs de la semaine.
Un service de bus est proposé en semaine, en dehors de la pointe, entre la gare de Bloomington et la gare Union de Toronto, à l'exception des gares d'Old Cummer et d'Oriole. À l'exception d'un trajet de bus tôt le matin depuis la gare de Richmond Hill, tous les trajets desservent les gares de Bloomington, Gormley, Richmond Hill, Langstaff et Union.
Cette ligne ne propose pas de service de bus ou de train le week-end. Les passagers se rendant au centre-ville de Toronto ou à Richmond Hill doivent prendre la TTC ou la YRT.

### Intermodalité
Les trains-bus de GO Transit entre les gares Union et de Bloomington s'arrêtent à la gare en semaine hors pointe. Le stationnement incitatif est disponible.
- 61 Richmond Hill (en semaine hors pointe seulement)
  - Direction nord vers la gare de Bloomington
  - Direction sud vers le terminus d'autobus de la gare Union de Toronto

À partir du 29 avril 2024, un nouveau service de transport à la demande est proposé dans le secteur de Gormley aux heures de pointe. Les clients peuvent réserver une voiture de TAD entre la gare, le boulevard Honda pour correspondre à la ligne 24 Woodbine, la bibliothèque publique Richmond Green pour correspondre à la ligne 90 Leslie, et le secteur avoisinant de Gormley. Les clients de la gare peuvent réserver un trajet sur l'application YRT On-Request ou en composant le 1-844-667-5327. Le tarif régulier de la YRT s'applique lors du déplacement de TAD.